# Antillotyphlops annae
Antillotyphlops annae — вид змій родини сліпунів (Typhlopidae). Ендемік Сен-Бартелемі.

## Поширення і екологія
Antillotyphlops annae є ендеміками острова Сен-Бартелемі в архіпелазі Малих Антильських островів. Вони живуть у вологих тропічних лісах. Відкладають яйця.